# Кюнтер, Эрман
Эрман Кюнтер (тур. Erman Kunter; 8 октября 1956, Стамбул, Турция) — турецкий и французский баскетболист и тренер, выступал на позиции разыгрывающего защитника. Многолетний тренер клуба «Галатасарай». Известен тем, что в 1988 году набрал наибольшее количество очков в одном матче среди всех профессиональных лиг высшего уровня (153, в матче турецкой Суперлиги).

## Профессиональная карьера

### В качестве игрока
Всю профессиональную карьеру провёл в Турции, где выступал сначала за сборную команду Стамбульского технического университета, затем «Бешикташ», «Фенербахче» и несколько клубов поменьше.
В качестве игрока «Фенербахче» 12 марта 1988 года установил рекорд по набранным очкам (153, 81 очко за первую половину), а всего команда набрала 175 очков в матче турецкой Суперлиги против «Хиласпора», матч закончился со счётом 175—101. По настоящее время это рекорд чемпионата Турции,, а также наибольшее количество очков в одном матче среди всех профессиональных лиг высшего уровня мира. В матче реализовал 17 трёхочковых бросков.

### В качестве тренера
В Турции Кюнтер был главным тренером команд: «Дарюшшафака», «Бешикташ», «Галатасарай», национальной сборной Турции. Во Франции тренировал «Шоле», «Ле-Ман» и АСВЕЛ. В 2010 году с клубом «Шоле» стал чемпионом Франции. В июне 2012 года подписал контракт с клубом «Бешикташ».
В 2014 году вновь вернулся во Францию, где работал главным тренером «Ле-Мана». В 2017 году занял пост главного тренера «Галатасарая». Кроме того, в 2017 году некоторое время тренировал национальную сборную Ирака по баскетболу.
30 ноября 2018 года был назначен главным тренером французского клуба «Шоле», в котором уже работал в 2003–2004 и 2006–2012 годах.

## Международная карьера
В составе национальной сборной Турции сыграл 213 матчей, набрал 3699 очков (17,4 очка в среднем за игру). В составе сборной принял участие в чемпионате Европы 1981 года.

## Личная жизнь
Кюнтер женат на Софии Айтен Кюнтер Ханимефенди, дочери Османа Нами Османоглу, чьи предки происходят от султана Оттоманской империи Абдул-Хамида II. У супругов есть дочь, Роксана. 
Много лет тренировал баскетбольные клубы во Франции, в сентябре 2010 года получил второе, французское гражданство.